# Taufbecken (Saint-Vaast-lès-Mello)

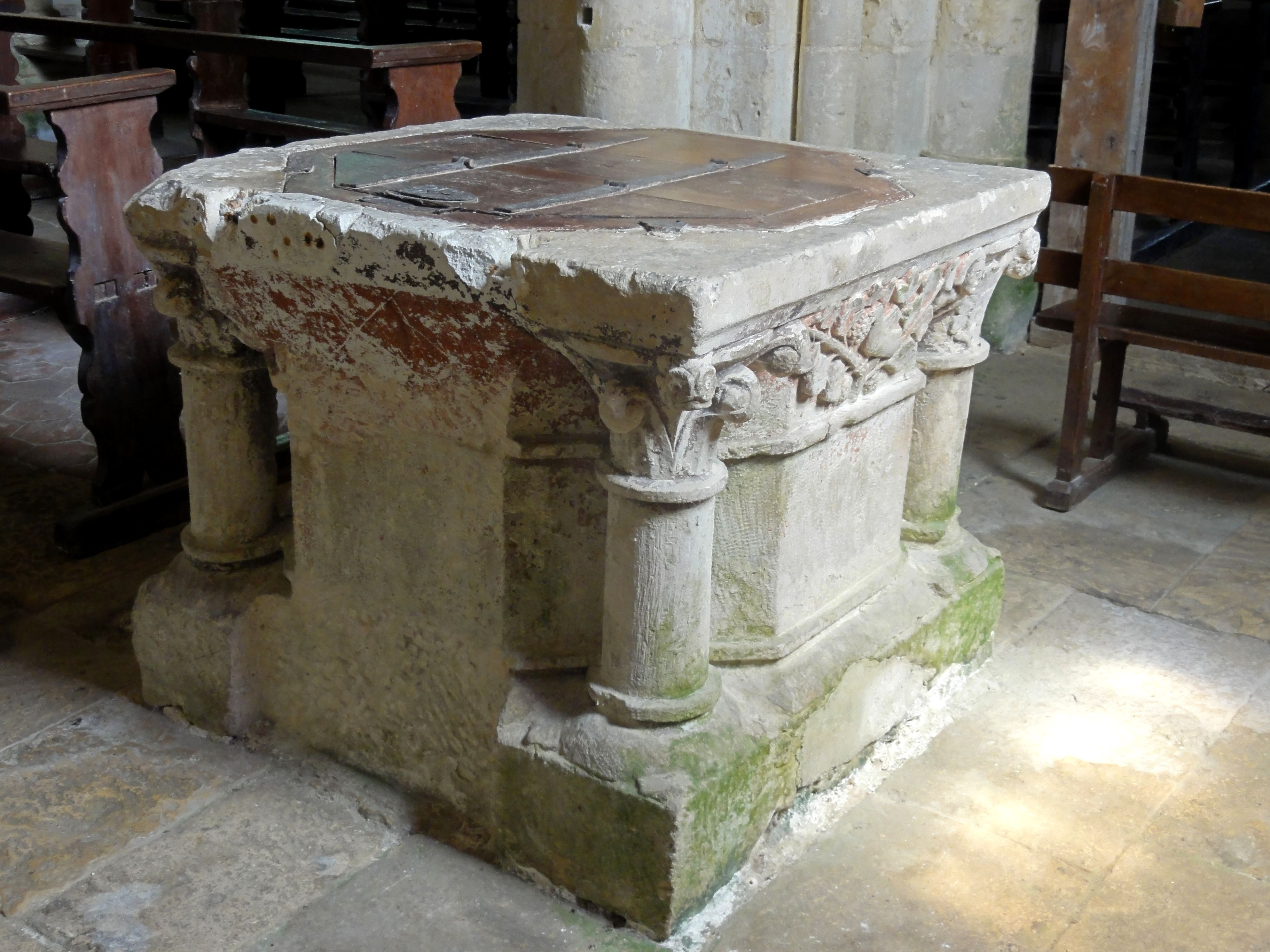
Taufbecken in Saint-Vaast-lès-Mello

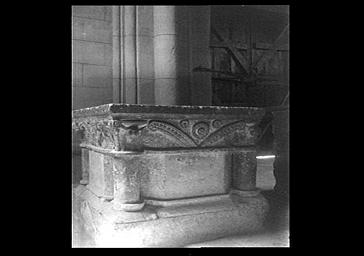
Das Taufbecken vor 1940 (Foto von Philippe des Forts)

Das Taufbecken in der katholischen Pfarrkirche St-Vaast in Saint-Vaast-lès-Mello, einer französischen Gemeinde im Département Oise in der Region Hauts-de-France, wurde in der zweiten Hälfte des 12. Jahrhunderts geschaffen. 
Im Jahr 1906 wurde das romanische Taufbecken als Monument historique in die Liste der geschützten Objekte (Base Palissy) in Frankreich aufgenommen.
Das 75 cm hohe Taufbecken aus Kalkstein steht auf einer rechteckigen Basis, auf der an den vier Ecken Säulen mit Blattkapitellen stehen. Das achteckige Becken ist mit einem Fries aus Pflanzenmotiven geschmückt. Es sind noch Spuren einer Farbfassung vorhanden.